# فلاديمير لازارفيتش
فلاديمير لازارفيتش (بالصربية السيريلية: Владимир Лазраревић)، من مواليد 23 مارس 1949، هو جنرال عام صربي شغل منصب كولونيل عام فيلق الجيش الثالث، وبعد ذلك قائد فيلق بريشتينا في القوات المُسلحة اليوغوسلافية. أدانت المحكمة الجنائية الدولية ليوغوسلافيا السابقة الجنرال سنة 2003، وأدانته مُجددا في عام 2009 بتُهمة ارتكاب جرائم حرب وجرائم ضد الإنسانية في حق ألبان كوسوفو خلال حرب كوسوفو.

## المُحاكمة والسجن
وجهت المحكمة الجنائية الدولية ليوغوسلافيا السابقة في 2 أكتوبر 2003 تُهما إلى فلاديمير لازاريفيتش في البداية على أساس «مسؤوليته الجنائية الفردية» (بموجب الفقرة 1 من المادة 7 من النظام الأساسي للمحكمة الجنائية الدولية ليوغوسلافيا السابقة) بسبب «مسؤوليته الجنائية بصفته قائد قُواته» (بموجب الفقرة 3 من المادة 7 من النظام الأساسي للمحكمة الجنائية الدولية ليوغوسلافيا السابقة) بارتكاب الجرائم التالية:
أربع تُهم بارتكاب جرائم ضد الإنسانية بموجب المادة 5 من النظام الأساسي للمحكمة الجنائية الدولية ليوغوسلافيا السابقة:
- الإبعاد
- الأفعال اللاإنسانية (بما في ذلك الترحيل القسري).
- القتل.
- الاضطهاد على أُسس سياسية وعرقية ودينية.

تُهمة واحدة بارتكاب جريمة حرب بموجب المادة 3 من النظام الأساسي للمحكمة الجنائية الدولية ليوغوسلافيا السابقة: 
- القتل.

سلم لازارفيتش نفسه إلى المحكمة الجنائية الدولية ليوغوسلافيا السابقة في 3 فبراير 2005، بعد أن ظل طليقًا لمُدة 15 شهرًا، وكذلك بعد مُشاورات مع رئيس الوزراء الصربي آنذاك فوييسلاف كوشتونيتشا. في 7 فبراير 2005، أكد لازاريفيتش للمحكمة بأنه غير مُذنب في جميع التهم الموجهة إليه مُنذ 10 يوليو 2006. قُدمت المُرافعات الختامية للادعاء والدفاع بين 22 و 27 أغسطس 2008. وفي 26 فبراير 2009، أدانت الدائرة الابتدائية لازارفيتش بتُهمة الترحيل القسري وغيرها من الجرائم اللاإنسانية، وحُكم عليه بالسجن لمدة 15 سنة.
في 25 مايو 2009، قدم كل من الادعاء والدفاع إشعاراتهما بالاستئناف. وفي 20 أكتوبر 2009، قدم دفاع لازاريفيتش طلبا بالاستئناف إلى دائرة الاستئناف في محكمة لاهاي. وقُدم استئناف أيضاً لإطلاق سراح لازاريفيتش مُؤقتاً «لأسباب إنسانية»، لكن دائرة الاستئناف رفضته في 17 مايو 2010.
في 23 يناير 2014، خُفضت عقوبة لازاريفيتش السجنية إلى 14 سنة بعد الاستئناف. في 7 سبتمبر 2015 أطلق سراح لازارفيتش بعد أن قضى ثلثي مدة محكوميته.